# Legislative von Guam
Die Legislative von Guam (Chamorro: Liheslaturan Guåhan) ist die gesetzgebende Körperschaft für Guam, ein Außengebiet der Vereinigten Staaten im Pazifik. Die Legislative hat eine Kammer, die aus fünfzehn Senatoren besteht, die jeweils für eine zweijährige Amtszeit gewählt werden. Bei der Wahl der Mitglieder der Legislative bildet die gesamte Insel einen einzigen Wahlbezirk. Die erste Legislative wurde im Jahr 1950 gewählt; sie setzte sich aus 21 gewählten Mitgliedern zusammen. Die fünfzehnköpfige 36. Legislative von Guam (I Mina' Trentai Singko Na Liheslaturan Guåhan) wurde im November 2020 gewählt.
Der Sitz der Legislative, das Guam Legislature Building, befindet sich in Hagåtña, der Hauptstadt von Guam. Im Dezember 2016 wurde die Restaurierung und energetische Sanierung des Kongressgebäudes abgeschlossen, so dass die Legislative von Guam ab Januar 2017 wieder in dem Gebäude tagen konnte und die Senatoren nach 27-jähriger Abwesenheit wieder in das historische Gebäude zurückkehrten.